# San García de Ingelmos
San García de Ingelmos è un comune spagnolo di 147 abitanti situato nella comunità autonoma di Castiglia e León.